# 245 aC
El 245 aC va ser un any del calendari romà prejulià. Durant la República i l'Imperi Romà, era conegut com a any del consolat de Buteó i Bulb (o també any 509 ab urbe condita). L'ús del nom «245 aC» per referir-se a aquest any es remunta a l'alta edat mitjana, quan el sistema Anno Domini va ser el mètode de numeració dels anys més comú a Europa.

## Esdeveniments

### Antic Egipte
- Ptolemeu III Evèrgetes I, rei d'Egipte, en el context de les Guerres síries, quan s'assabenta de que la seva germana Berenice havia estat assassinada per Laodice I, esposa de Seleuc II Cal·linic inicia les hostilitats enviant el seu germà, governador de Xipre, a Selèucia de Piera, des d'on marxa contra Antioquia, que ocupa. La flota egípcia ocupa també Solunt, a Cilícia. Els soldats egipcis entren a Síria sense trobar gairebé resistència i arriben fins al sud de les muntanyes del Taure, i a l'est fins al riu Eufrates.[2]

### Antiga Grècia
- Després de la mort del seu nebot, Alexandre de Corint, Antígon II Gònatas dona Nicea, la vídua d'Alexandre, al seu fill  Demetri en matrimoni. Amb això, Antígon II recupera Corint, que era independent sota l'imperi d'Alexandre de Corint.[3]
- Àrat de Sició és elegit general (estrateg) de la Lliga Aquea.[4]

### Antiga Roma
- Aquest any són elegits cònsols Marc Fabi Buteó i Gai Atili Bulb.[5]
- Segons Luci Anneu Flor[6] Marc Fabi Buteó guanya una batalla naval contra els cartaginesos i després naufraga, però això segurament no és cert, ja que per Polibi se sap que els romans aquest any no disposen de flota.[7]

## Naixements
- Àsdrubal Barca, general cartaginès, fill d'Hamílcar Barca i germà d'Hanníbal Barca.[8]

## Necrològiques
- Parisades II, rei del Bòsfor Cimmeri (data aproximada).[9]